# Phân bộ Rùa cổ ẩn
Phân bộ Rùa cổ ẩn hay phân bộ Rùa cổ cong hoặc phân bộ Rùa cổ rụt (danh pháp khoa học: Cryptodira) là một phân bộ (bộ phụ) của bộ Rùa (Testudines). Phân bộ này bao gồm hầu hết các loài rùa cạn và rùa nước còn sinh tồn, với 247 loài trong 11 họ.

## Đặc điểm sinh học
Các loài rùa thuộc phân bộ này khi thụt đầu vào trong mai thì hạ thấp cổ xuống uốn thành hình chữ S trong mặt phẳng thẳng đứng và kéo thẳng đầu vào bên trong mai. Như thế, phần cổ của chúng được giấu đi hoàn toàn.

## Phân loại
Cryptodira đã tiến hóa chủ yếu trong suốt kỷ Jura, và vào cuối kỷ này thì nó đã gần như thay thế hoàn toàn cho Pleurodira trong các sông ngòi, ao hồ; trong khi bắt đầu phát triển và tiến hóa thành các loài sống trên cạn.
Cryptodira có ba siêu họ còn loài sinh tồn là rùa biển (Chelonioidea), rùa mai mềm (Trionychoidea) và rùa cạn (Testudinoidea). Siêu họ trước đây được ghi nhận như là Kinosternoidea thì hiện nay được coi là tổ hợp cận ngành của phần lớn các loài rùa nguyên thủy thuộc siêu họ Trionychoidea; và vì thế chúng không tạo thành một nhóm tự nhiên.
Có hai định nghĩa thường được tìm thấy cho phân bộ Cryptodira.
Định nghĩa thứ nhất (theo nghĩa rộng) được sử dụng trong bài này. Nó có danh pháp Cryptodira Dumeril & Bibron, 1835, không Cope, 1871 (tương đương với Cryptodiramorpha Lee, 1995 sensu Parham & Hutchison, 2003). Theo định nghĩa này thì Cryptodira bao gồm một lượng các dòng dõi nguyên thủy nhưng đã tuyệt chủng, chỉ biết đến từ các hóa thạch, cũng như bao gồm Eucryptodira. Nhóm Eucryptodira tới lượt mình lại bao gồm vài nhóm cơ sở cũng đã tuyệt chủng, và Centrocryptodira chứa một vài loài tiền sử là họ hàng của các loài rùa cổ ẩn còn sinh tồn và nhóm chứa các loài còn sinh tồn với danh pháp là Polycryptodira (tương đương với Cryptodira sensu Parham & Hutchison, 2003, hay Cryptodira nghĩa hẹp).
Định nghĩa thứ hai hạn chế việc sử dụng thuật ngữ "Cryptodira" chỉ cho nhóm chỏm cây là Polycryptodira. Cryptodira như được định nghĩa trong bài này tương đương với Cryptodiramorpha trong định nghĩa thứ hai. Theo cách tiếp cận thứ hai này thì Pleurodira và Cryptodira không là các đơn vị phân loại chị em.
Theo nghĩa rộng thì Cryptodira có thể phân loại như sau:
- †Kayentachelys
- †Indochelys
- Selmacryptodira
  - †Paracryptodira (= ? Pleurosternoidea Hay, 1930)
    - †Kallokibotiidae
    - †Mongolochelyidae
    - †Solemydidae
    - †Pleurosternidae (bao gồm cả Chengyuchelyidae)
    - †Glyptopsidae ("Glyptopsinae")
    - †"Dinochelinae"
    - †Baenoidea (Baenidae sensu lato)
      - †Neurankylidae
      - †Macrobaenidae
      - †Baenidae sensu stricto

  - Eucryptodira Gaffney, 1975 sensu Gaffney, 1984 (= Daiocryptodira Milner, 2004)
    - †Eurysternidae
    - †Plesiochelyidae
    -  ? †Xinjiangchelyidae
    - Centrocryptodira
      - †"Sinemys"
      - †Chubutemys
      - †Meiolaniidae
      - †Osteopygis
      -  ? †"Macrobaenidae"
      -  ? †"Sinemydidae"
      - †Judithemys
      - †Hangaiemys
      - Polycryptodira (= Cryptodira sensu Parham & Hutchison, 2003)
        - Chelydridae: 4 loài sinh tồn
        - Procoelocryptodira
          - Chelonioidea
            - "Chelonioinea"
              - †Toxochelyidae
              - Cheloniidae: 6 loài sinh tồn.

            - Dermochelyoidea
              - †Cimochelys
              - †"Protostega"
              - †Thalassemyidae
              - "Dermochelyoinea"
                - Dermochelyidae: 1 loài sinh tồn.
                - †Protostegidae (có thể tách riêng họ Desmatochelyidae)

          - Chelomacryptodira
            - †Planetochelys
            - Trionychoidea
              - †Hoplochelys
              - †Adocidae (bao gồm cả Nanshiungchelyidae)
              - †Emarginachelys
              - Dermatemydidae: 1 loài sinh tồn.
              - Kinosternidae (có thể bao gồm cả phân họ Staurotypinae, mặc dù phân họ này đôi khi xếp trong họ Chelydridae): 25 loài sinh tồn.
              - †Sandownia
              - Carettochelyidae: 1 loài sinh tồn.
              - Trionychidae: 30 loài sinh tồn.
              - Không chắc chắn
                - †Khunnuchelys
                - †(Axestemys) (có thể là một phần của Rafetus)

            - Testudinoidea
              -  ? †Haichemydidae
              -  ? †Sinochelyidae (bao gồm cả Peishanemydidae)
              -  ? †Lindholmemydidae
              - Emydidae: Nghĩa hẹp 50 loài (nghĩa rộng: 121 loài) sinh tồn. (đôi khi tách riêng các họ Platysternidae: 1 loài sinh tồn. và Geoemydidae: 70 loài sinh tồn.)
              - Testudinidae: 58 loài sinh tồn.

## Hình ảnh

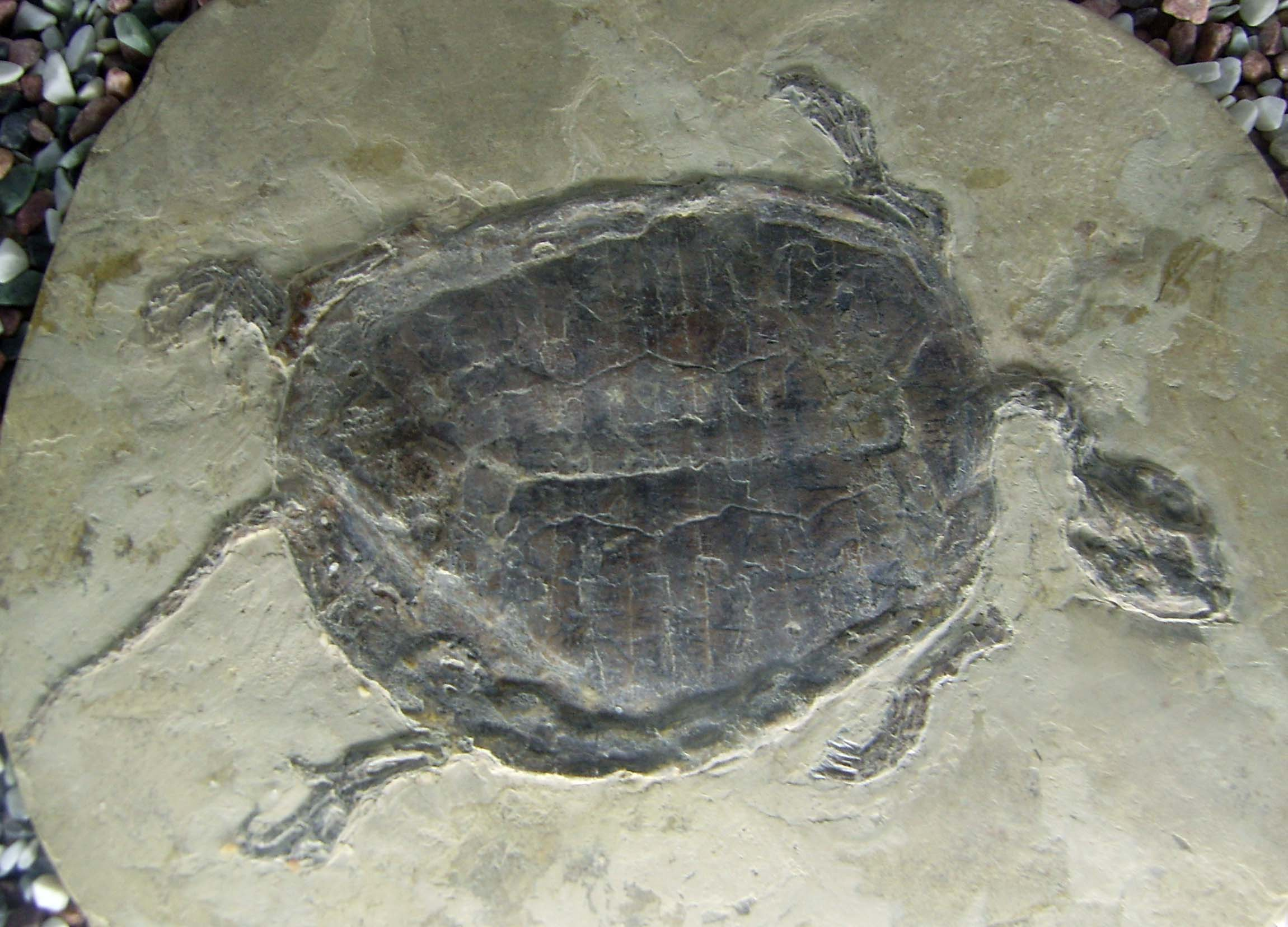
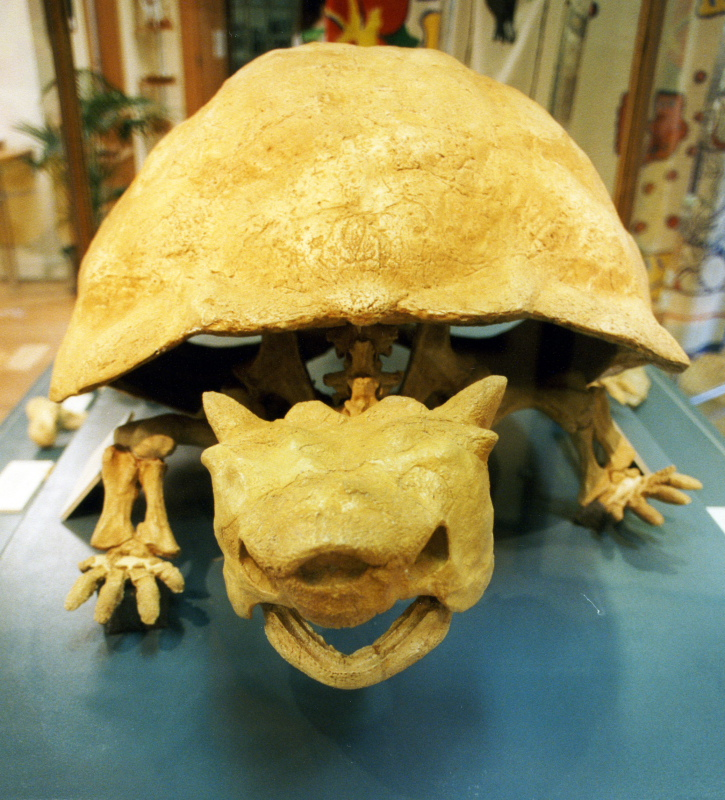
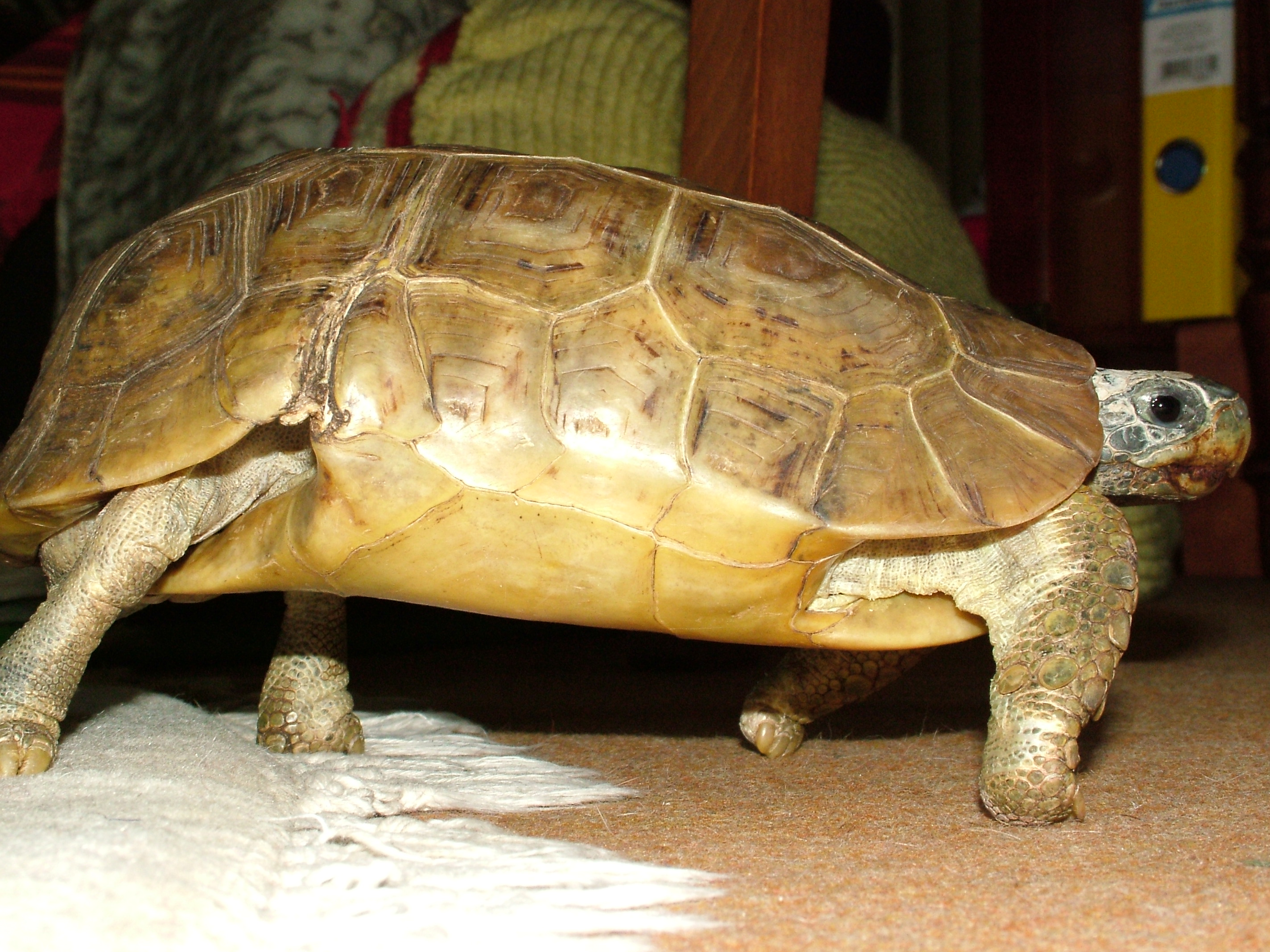
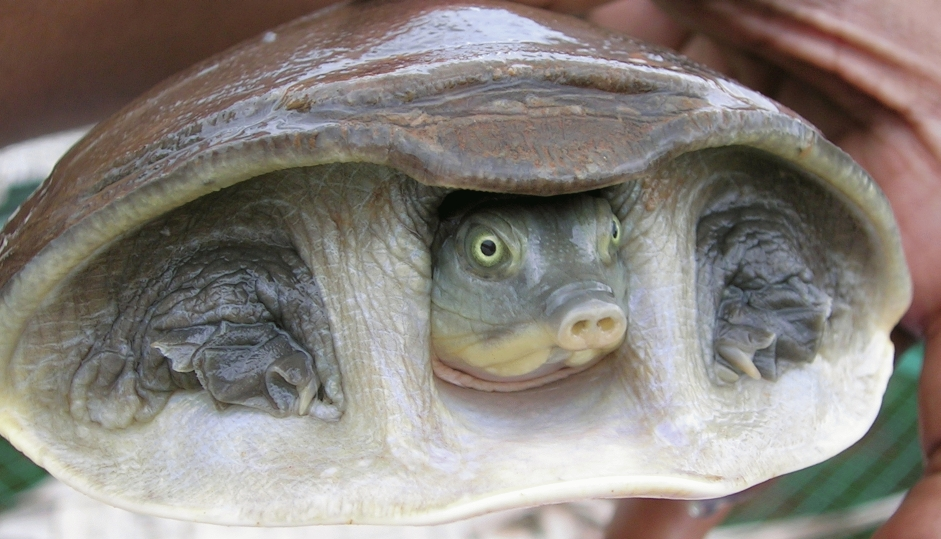